# Rechtspraak in Noorwegen
De rechtspraak in Noorwegen is in de Noorse Grondwet toegedeeld aan een onafhankelijke rechterlijke macht. Voor strafzaken en civiele zaken kent de rechterlijke macht in Noorwegen drie niveaus: Een Høyesterett (Hooggerechtshof) in Oslo, zes Lagmannsretter en 60 Tingretter. Daarnaast bestaan er gespecialiseerde rechtbanken: het Riksrett, Arbeidsretten, Jordskifterett en Skjønnsretten.

## Indeling
De indeling van Noorwegen in rechtsgebieden loopt niet geheel parallel met de indeling in fylker. Het rechtsgebied van een Lagmannsrett omvat meerdere fylker. Het rechtsgebied van het Tingrett (vergelijkbaar met  het kantongerecht) omvat meestal een aantal gemeenten. Enkel het Tingrett in Oslo en Bergen omvat maar een gemeente. De Lagmannsretter worden niet vernoemd naar hun vestigingsplaats, maar hebben alle zes een historische naam.
- Hålogaland: zetel in Tromsø, omvat de fylker Finnmark, Troms (met inbegrip van Spitsbergen) en Nordland (inclusief Jan Mayen)
- Frostating: zetel in Trondheim, omvat de fylker Trøndelag en Møre og Romsdal
- Eidsivating: zetel in Hamar, omvat de fylker Oppland, Hedmark en een deel van Akershus (het historische Romerike)
- Gulating: zetel in Bergen, omvat de fylker Hordaland, Sogn og Fjordane, Rogaland en de gemeente Sirdal (in Vest-Agder)
- Agder: zetel in Skien, omvat de fylker Aust-Agder, Vest-Agder (minus Sirdal), Telemark en Vestfold (minus de gemeenten Selvik en Sande)
- Borgarting: zetel in Oslo, omvat de fylker Buskerud, Østfold, Oslo, de overige gemeenten van Akershus en Selvik en Sande in Vestfold.